# Vilela do Tâmega
Vilela do Tâmega – miejscowość w Portugalii, sołectwo gminy Chaves, położona nad rzeką Tâmega. 
Powierzchnia miejscowości to 9,56 km². W 2001 roku liczba ludności wynosiła 451.